# Рейта (кратер)
Грейіта (лат. Rheita) — великий місячний метеоритний кратер у південно-західній частині Місяця. Розташований на північний схід від кратера Метій (лат. Metius) і північний захід від кратера «Йонг» (англ. Young). У південно-західній частині перекриває край долини Рейта (лат. Vallis Rheita) — довгої місячної долини, що простяглася на більш ніж 200 кілометрів від лінії, котра проходить на північний схід — південний захід. У найширшому місці долина має 25 кілометрів завширшки і кілометр в глибину.

## Супутникові кратери
Ці кратери прийнято позначати на картах літерою, розміщеною біля їх центру з того боку, що найближчий до кратера «Греїта»
| Грейіта | широта  | довгота | Діаметр    |
| ------- | ------- | ------- | ---------- |
| A       | 38.0° S | 50.0° E | 11 км      |
| B       | 39.1° S | 52.8° E | 21 км      |
| C       | 35.1° S | 44.2° E | 8 км       |
| D       | 39.1° S | 50.1° E | 6 км       |
| E       | 34.2° S | 49.1° E | 66 x 32 км |
| F       | 35.4° S | 48.4° E | 14 км      |
| G       | 40.5° S | 54.3° E | 15 км      |
| H       | 39.8° S | 51.7° E | 7 км       |
| L       | 37.7° S | 52.9° E | 10 км      |
| M       | 35.5° S | 50.1° E | 25 км      |
| N       | 35.1° S | 49.5° E | 8 км       |
| P       | 37.9° S | 44.4° E | 11 км      |